# Christus vivit
Christus vivit (Crist és viu) és una exhortació apostòlica postsinodal del Papa Francesc, escrita en resposta a la XV Assemblea General Ordinària del Sínode dels Bisbes, sobre els joves, la fe i el discerniment vocacional, celebrada del 3 al 28 d'octubre de 2018.
L'exhortació s'adreça "al jovent i a tot el poble de Déu". El document està datat el 25 de març de 2019, dia en què Francesc va signar el text original en castellà mentre visitava la Basílica de la Santa Casa de Maria a Loreto, Itàlia, i es va publicar el 2 d'abril, aniversari de la mort del Papa Joan Pau II, que va ser "el primer Papa que va dirigir una carta als joves l'any 1985 i va ser el Papa que va iniciar les Jornades Mundials de la Joventut". Quan el text es va publicar el 2 d'abril, el Vaticà va proporcionar traduccions a l'italià, francès, anglès, alemany, portuguès i àrab. Encara que no s'ha publicat en llatí, el document pren el títol de la traducció al llatí del seu íncipit (paraules inicials). El Vaticà també ha fet un resum del document d'Andrea Tornielli, director editorial del Dicasteri per a la Comunicació de la Santa Seu.
Francesc va citar el document final del sínode, va parlar del problema dels abusos sexuals, així com d'altres abusos, comesos per "alguns bisbes, sacerdots, religiosos i laics" i va demanar als joves que participin per mantenir els sacerdots fidels als seus vots i les seves vocacions. Va escriure: "Si veus un sacerdot en perill, perquè ha perdut l'alegria del seu ministeri, o busca una compensació afectiva, o està prenent el camí equivocat, recorda-li el seu compromís amb Déu i el seu poble, recorda-li l'Evangeli i insta'l a mantenir el seu rumb, d'aquesta manera, contribuiràs molt a una cosa fonamental: evitar que aquestes atrocitats es repeteixin". El document també reconeixia, entre altres coses, la promoció de la dominació masculina i la protecció clerical dels "membres de l'Església" que van cometre "abús de poder, l'abús de consciència, abús sexual i financer" contra dones i nens. A més, el document afirmava que l'església havia de reparar la seva reputació entre els joves o arriscar-se a convertir-se en un "museu" si no canviava.